# Четири собе
Четири собе (енгл. Four Rooms) je амерички црнохуморни омнибус из 1995. године. Филм су радила четири режисера: Алисон Андерс, Александер Роквел, Роберт Родригез и Квентин Тарантино. У сваку од раздвојене четири приче у четири хотелске собе је укључен хотелски портир Тед  у улози Тима Рота. 

## Радња
Свака од четири приче смјештена је у различите собе хотела у Лос Анђелесу за новогодишњу ноћ. Прва прича (The Missing Ingredient) прати групу вештица које покушавају да оживе своју богињу.
Друга прича (The Wrong Man) је о љубоморном мужу који држи Теда под оружјем мислећи да је он љубавник његове жене.
Трећа прича (The Misbehavers) прати Теда који треба да чува немирну дјецу богате породице, што води до хаотичних ситуација.
Четврта прича (The Man from Hollywood) је инспирисана причом Алфреда Хичкока и укључује клађење са опасним посљедицама опкладе.

## Пријем
Филм није имао нарочити комерцијални успјех, али је временом добио култни статус. Филм је нарочито помогао редитељима Родригезу и Тарантину да се профилишу као аутори који његују аутентичан стил.
Музичка тема из филма послужила је и за подлогу емисије Оље Бећковић „Утисак недеље“.